# Acmaeodera brooksi
Acmaeodera brooksi es una especie de escarabajo del género Acmaeodera, familia Buprestidae. Fue descrita científicamente por Waterhouse en 1904.
Esta especie se encuentra en el continente africano.